# Nina Zilli
Nina Zilli, pseudoniem van Maria Chiara Fraschetta (Piacenza, 2 februari 1980), is een Italiaanse zangeres.

## Biografie
Nina Zilli groeide op in Gossolengo, aan de rand van de stad Piacenza. Ze begon op haar dertiende op te treden, beïnvloed door punk en rockmuziek uit de jaren zeventig.
Ze studeerde aan het conservatorium zang (sopraan) en piano, en bracht haar jeugd door in Ierland, wat het mogelijk maakte om perfect tweetalig (Engels en Italiaans) te zijn. In 1997 richtte ze een band op, The Jerks.
Na de middelbare school op het Liceo Scientifico Respighi Piacenza woonde ze twee jaar in de VS (Chicago en New York), waar haar muzikale identiteit rijpte, verdiepte ze zich in r&b, reggae, soul, motown en Italiaanse muziek van de jaren 60.
In 2009 koos ze haar artiestennaam, de voornaam van haar favoriete zangeres, Nina Simone, met de achternaam van haar moeder gecombineerd. In 2009 tekende ze een contract met Universal en bracht ze haar titelloze debuut-ep Nina Zilli uit. De zomersingle 50mila, samen met Giuliano Palma, werd een flinke radiohit en werd vervolgens opgenomen in de soundtrack van de film door Ferzan Özpetek: Mine Vaganti.
In mei vertegenwoordigde ze Italië op het Eurovisiesongfestival 2012, dat werd gehouden in de Azerbeidzjaanse hoofdstad Bakoe. Dit deed ze met het nummer L'amore è femmina. In de finale, waarvoor Italië rechtstreeks geplaatst is, haalde Zilli de negende plaats.

## Discografie
- 2010 - Sempre lontano
- 2012 - L'amore è femmina
- 2015 - Frasi & fumo
- 2017 - Modern Art

### Singles
- 2009 - 50mila (met Giuliano Palma)
- 2009 - L'inferno
- 2009 - L'amore verrà
- 2010 - L'uomo che amava le donne
- 2010 - 50mila Mousse T Remix